# Krsto Pavletić
Krsto Pavletić (Fiume, 1865. március 4. – Zágráb, 1919. április 9.), horvát író, a Matica hrvatska elnöke. Műveiben a Pavle Krstinić és az Osman bég Štafić álneveket is használta. A 19. század végének egyik legtermékenyebb horvát írója volt.

## Élete és munkássága
A Fiume melletti Dragában született. Klasszika-filológiai tanulmányait Zágrábban végezte. A diploma megszerzése után Zágrábban, Gospićban, Pozsegában, Szávaszentdemeteren és Zenggben szolgált tanárként. 1898-tól 1906-ig és 1911-től 1912-ig a Zenggi Gimnázium tanára volt. 1908 és 1918 között a „Nastavni vjesnik” folyóirat szerkesztője, 1917 és 1919 között a Matica hrvatska elnöke volt. Tagja volt a Hrvatski Sokolnak is.
Verseket, novellákat és színdarabokat írt, amelyekben a horvát múlt eseményeit dolgozta fel. Hősei tragikus személyiségek voltak, akik a szabadságért harcoltak és vereséget szenvedtek, de áldozatuk nem volt hiábavaló. Tanulmányokat, kritikákat, filológiai és irodalmi vitákat írt.

## Főbb művei
- Vjerne sluge (1898.), eposz
- Petar Svačić (1903.), dráma trilógia
- Bratski inat (1911.), dráma
- Život i pjesnička djela Franje Markovića (1917.), irodalmi vitairat
- Čuvaj se senjske ruke, Šenoa regényének feldolgozása
- Kruk, knez rujanski
- Jelena Zrinjska u Munkaču
- Katarina Zrinjska na umoru
- Ivaniš ban na stratištu
- Sudbina Mladena bana
- Marko Skoblić
- Krvavi sabor
- Filopoimenova zadnja zdravica
- Pribina, dráma
- Stjepan Tvrtko, dráma
- Tiberius Gracehus, dráma
- Kobna oklada, dráma
- Borba proti sitnicima, dráma
- Riječi i djela, dráma

## Fordítás
Ez a szócikk részben vagy egészben  a   Krsto Pavletić című horvát Wikipédia-szócikk ezen változatának fordításán alapul.  Az eredeti cikk szerkesztőit annak laptörténete sorolja fel. Ez a jelzés csupán a megfogalmazás eredetét és a szerzői jogokat jelzi, nem szolgál a cikkben szereplő információk forrásmegjelöléseként.